# ベイン
ベイン（英: Bane）は、DCコミックスの出版するアメリカンコミック『バットマン』に登場する架空のスーパーヴィラン。チャック・ディクソン、ダグ・メンヒ、グラハム・ノーランによって創造され、“Batman: Vengeance of Bane“ #1 (1993年1月)で初登場した。

## 概要
チャック・ディクソン、ダグ・メンヒ、グラハム・ノーランによって創造され、“Batman: Vengeance of Bane“ #1 (1993年1月)で初登場した。強靭な肉体と卓越した知性を持ち、"Broken the Bat"（コウモリを破壊）した唯一のヴィランとして知られる。ベインの創造にはドック・サヴェジの影響を受けた。IGNの“Top 100 Comic Book Villains of All Time”（コミックブックのヴィラントップ100）では、ベインは34位にランクインした 。バットマン & ロビン Mr.フリーズの逆襲ではロバート・スウェンソン、ダークナイト ライジングではトム・ハーディ、GOTHAM/ゴッサムではシェーン・ウェストが演じた。

## 架空の人物の伝記

### Vengeance of Bane
父親のエドモント・ドーランツ（キング・スネークとして知られるヴィラン）はサンタ・プリスカ（SantaPrisca）の裁判制度を逃れた革命家だった。腐敗した政府は、代わりに彼の幼い息子に終身刑を務める事を命令した。そのため、ベインは幼年期から成人期までを刑務所で過ごした。
刑務所の中で彼は多くの本を読み、暇な時間を体を鍛える事に費やした。その影響で英語、スペイン語、ポルトガル語、ラテン語を覚え、恵まれた体格を持つようになった。また、彼は独自の瞑想の仕方を開発し、刑務所の生活で情け容赦のない戦い方を学んだ。非情な囚人から年配者に至るまで、投獄中に様々な種類の教師を見つけた。イエズス会の聖職者からは西洋古典学を学んだが、ベインはサンタ・プリスカに帰った際にこの聖職者を殺害した。情報を得るために彼を利用しようとした犯罪者をナイフで刺し、8歳で最初の殺人を犯した。彼は“Osito“（スペイン語で「小さい熊」）と呼ぶテディベアを持っており、それを唯一の友人だと思っていた。“Osito“には、身を守るためのナイフを保管する穴を背中に開けている。
ベインはたびたび巨大な恐ろしいコウモリの化け物によって拷問される夢を見て、コウモリに恐怖を抱いていた。最終的に、彼はペーニャデュラ刑務所の「王」としての地位を確立してベインとして知られるようになる。彼は刑務所で筋力を増強する薬品ヴェノムの試験対象になる事を強制された。ペーニャデュラ刑務所の実験で被験者はほとんど死んだが、ベインは生き残り、強大な力を得たが、同時に12時間ごとに脳に直接接続したチューブを介してヴェノムを投与しなければ衰弱に苦しむ副作用を負った。

### Batman：Knightfall
ベインは数人の共犯者とペーニャデュラ刑務所を脱獄する（共犯者の名前は1960年代のロックバンド、外見はドック・サヴェジの3人の仲間に似せてデザインされた）。彼の野望は受刑者から話を聞いていたバットマンの破壊だった。ペーニャデュラ刑務所のように、バットマンは恐怖でゴッサムを支配していた。ベインはバットマンを子供の頃から夢に出てくる悪魔の化身だと確信しており、バットマンとの戦いが運命によって定められていると考えていた。
バットマンに対する直接的な攻撃は愚かだと考え、代わりにアーカム・アサイラムの受刑者（ジョーカー、トゥーフェイス、リドラー、スケアクロウ、マッドハッター、ベントリロクエスト、ファイアフライ、ポイズン・アイビー、ビクター・ザーズ）をゴッサムシティに脱獄させる。その結果、バットマンは逃亡を阻止するために3ヶ月を掛けて活動させ、精神的、肉体的に疲労する。疲れ果てたバットマンは自宅に戻るが、ウェインマナーでベインはバットマンを待っていた。ベインはバットマンを倒して背骨を膝で折り、"Broken the Bat"（コウモリを破壊）した唯一の男になる 。この象徴的な瞬間はダークナイト ライジング、“Robot Chicken's DC Comics Special”、“DC animated universe“などで繰り返し言及される。
ベインはゴッサムの犯罪組織の新たな支配者としての地位を確立したが、ブルース・ウェイン（バットマン）はジャン=ポール・バレー（アズラエル）へバットマンのマスクを渡す。アズラエルはベインのヴェノムを供給するチューブを切り、禁断症状に追い込み勝利した。

### Legacy
“Knightfall”のイベントに続いた“Vengeance of Bane II: The Redemption“(1995年)では、ベインは刑務所で暮らしてヴェノムの中毒症状から回復する。刑務所を脱獄してゴッサムに戻り、ヴェノムを凶悪犯に与える犯人にバットマン（ブルースは復帰してアズラエルからマスクを取り戻した）と共に立ち向かう。犯人に勝利した後、ベインはバットマンに自分は無罪だと訴え、戦わずに父親の捜索を開始するためにゴッサムを出発する。
サンタ・プリスカでイエズス会の聖職者から父親の候補としてサンタ・プリスカの革命家、アメリカ人の医者、イギリス人の傭兵、スイス人の銀行家の四人をあげられた。ローマでスイス人の銀行家を捜索中にラーズ・アル・グールと娘のタリア・アル・グールに遭遇する。ラーズはバットマンの正体を突き止めたベインをタリアと結婚させて自身の後継者にしようと考える。ラーズとベインはゴッサムへ細菌攻撃を行うが、バットマンに敗北する。
“Batman: Bane“ (1997)では原子炉を使用してゴッサムシティを破壊する計画をたてる。しかし、バットマンは計画の裏をかいた 。"Angel and the Bane"でベインはアズラエルと戦った。ゴッサムが大地震に襲われて無政府状態になる“No Man's Land“では、ベインはレックス・ルーサーの下で働いていた。ラーズと決裂した後はラザラス・ピットを破壊するために世界中を回った。

### Veritas Liberat
ベインはアメリカ人の医師を探すうちに、それがバットマンの父親であるトーマス・ウェインだと突き止める。兄弟である可能性をブルースに打ち明け、DNA鑑定の間にベインはウェインマナーに留まり共闘する。父親ではなかったものの、ブルースは支援を約束してベインはゴッサムを離れる。最終的に父親を見つけ、テロリストであるキング・スネークだと知った。ベインはバットマンと協力してキング・スネークを倒す。バットマンは自身を庇って致命傷を負ったベインをラザラス・ピットに沈めて立ち去った。

### Infinite Crisis & One Year Later
“Infinite Crisis“#7ではベインはメトロポリスの戦いでヴィランと一緒に戦い、ヒーローであるジュードーマスターを殺害した。“One Year Later“ではヒーローであるアワーマン（レックス・テイラーとリック・テイラー）に助けを求める。ベインは彼らの信頼を得るために、メトロポリスの戦いの前に祖国を支配する麻薬王と戦い捕まった事を話す。ベインはチューブを繋がれて新たなヴェノムを投与された事で中毒になっていた。レックスは息子のリックにベインを合わせる。しかし、ベインは麻薬カルテルを壊滅させてヴェノムの研究結果を全て破棄していたが、ヴェノムの成果がリックの過去の研究に端を発していたことを知った。レックスの研究は記録が無いことを知り、リックの機材を盗み出す。そして、レックスを殺してリックに新しいヴェノムの製造を強制する予定だった。彼と彼の父は逃げ、リックは建物を崩してベインをサンタ・プリスカの刑務所の瓦礫に下敷きにする
。
最終的に、ベインはサンタプリスカを導くために民主選挙を行う。選挙はレインボーライダーズのコンピュートロンにより不正に行われたことを知り、戒厳令を発令させて国は内戦状態になる。コンピュートロンは亡命を考え、不正の命令をした者の正体を対価にアメリカの秘密ヒーロー機関チェックメイトに協力をあおいだ。送られてきたトーマスジャガーはジュードーマスターの息子だった。ベインを倒したトーマスは、復讐を選ばず止めを刺さなかった。ミニシリーズであるスーサイド・スクワッドでは、アマンダ・ウォーラーによってチームに参加する。“Outsiders”＃50では、ヴェノムを使うために管系の衣装を着ている。

## スピンオフ
タイニー・タイタンズ
シークレット・シックスという名のサッカーチームの選手として登場する。

## 他のメディア

### 映画
『バットマン&ロビン Mr.フリーズの逆襲』(1997年)
演 - ジープ・スウェンソン。
本名はアントニオ・ディエゴ。ウッドルー博士の人体実験により、ポイズン・アイビーに付き従う。ヴェノムがポイズン・アイビーにより植物から抽出して作り出されたため、その影響で皮膚の色が緑がかっている。
『ダークナイト ライジング』(2012年)
演 - トム・ハーディ、日本語吹き替え - 山路和弘
影の同盟の破門されたメンバーで、バットマン（ブルース・ウェイン）の兄弟子に当たる。自身をラーズ・アル・グールの後継者だと言い、ラーズの意志を継ぎゴッサムを破壊する事を宣言する。ベインは外国の刑務所で産まれ、刑務所の中で両親のいない少女のタリア・アル・グールを守った。牢獄から脱出しようとしたタリアを庇い負傷する。マスクは後遺症の痛みを抑える鎮痛剤吸引装置であり、チューブの破損により禁断症状に陥る。最後はキャットウーマンの乗ったバットポッドの40mmブラスト砲で腹部を撃ち抜かれ死亡する。

### ドラマ
『GOTHAM/ゴッサム シーズン5』(2019年)
演 - シェーン・ウェスト
ジム・ゴードンの戦友。本名はエドゥアルド・ドランス
ゴードンと死闘を繰り広げ致命傷を負うも、ストレンジによって改造されベインとして再びゴードンの前に現れる。

### アニメ
『バットマン』
声 - ヘンリー・シルヴァ | 日本語吹替 - 白熊寛嗣
マフィアのボスであるルパート・ソーンにバットマンの暗殺者として雇われるが、ソーンの情婦にそそのかされてソーンの暗殺に変える。ロビンを誘拐してバットマンとボート上で対決する。背骨を折ろうとするが、ヴェノムのコントロール装置をバットラングで破壊されて薬物の過剰投与により気絶した。
- 「消えたバットマン/NightTime」

ブルースがブレニアックに洗脳され失踪する。ロビンはバットマンとブルースが同時に消える事態を憂慮してスーパーマンに代役を頼む。バットマンのコスチュームを着たスーパーマンはベイン、マッドハッター、リドラーの会合を襲撃して、ベインは殴られて気絶する。日本ではスーパーマンのエピソードとして放送。
- 「Over the Edge」

バットガールがスケアクロウに見せられた悪夢の世界を描いた。バットガールがスケアクロウに殺されたため、父親のジェームズ・ゴードン市警本部長は、ベインをバットマンを逮捕する切り札として使う。バットマンはベインのチューブを利用して感電死させるが、最後の力でゴードンとバットマンを建物から突き落とす。落下直前にバットガールは目を覚した。
- 「Mystery of Batwoman」

OVAのペンギンの用心棒。最後は火の中に落ちる。
声優はヘクター・エリゾンド。
『バットマン・ザ・フューチャー』
上記作の40年後を描いている。ヴェノムを長年使用した事により廃人になっている。
『ザ・バットマン』
声 - ホアキン・デ・アルメイダ(シーズン1)、ロン・パールマン(シーズン4)、クランシー・ブラウン(シーズン5)
日本語吹替 - 安元洋貴(シーズン1のみ)
強盗で暗殺者。細身な体格で、ヴェノムを注入すると巨大な外見になる。バットマンは強化外骨格バットボットを使いベインを倒す。

### ゲーム
インジャスティス:神々の激突
声 - フレッド・タタショア
インジャスティス2
声 - フレッド・タタショア
プレイアブルキャラクターとして登場。